# Colombé-le-Sec
Colombé-le-Sec es una comuna francesa situada en el departamento de Aube, en la región de Gran Este.

## Demografía
| 186 | 172 | 149 | 159 | 161 | 148 | 151 |
| Para los censos de 1962 a 1999 la población legal corresponde a la población sin duplicidades (Fuente: INSEE [Consultar]) |     |     |     |     |     |     |